# Al Hubbard
Allan Hubbard detto Al (Chicago, 26 maggio 1913 – Fallbrook, 30 maggio 1984) è stato un fumettista statunitense.

## Esordio nell'animazione
Hubbard, come i suoi coetanei Ken Hultgren, Jack Bradbury e Tony Strobl, poco più che ventenne, cerca di entrare nel mondo dell'animazione: in quel periodo, infatti, questo mezzo artistico ha una forte ripresa grazie al successo di Biancaneve e i sette nani, il primo lungometraggio di Disney del 1937.
Disney sta reclutando giovani disegnatori per realizzare i suoi Pinocchio, Bambi e Dumbo, cui sembra che lo stesso Hubbard collabora, nonostante non sia indicato nei credits del film.

## La via verso i fumetti
Nel 1941, a causa dello sciopero dei lavoratori del cinema e dell'inasprirsi della seconda guerra mondiale, Hubbard abbandona il settore, in cui ha lavorato per tre anni, per passare ai fumetti. Come tutti gli animatori, anche Al porta in questo nuovo lavoro tutta l'esperienza accumulata nell'animazione: un tratto spigoloso e veloce, molto versatile e adattabile a diversi personaggi e contesti, spesso difficilmente contenibile nei ristretti limiti delle vignette. Infatti, al pari di Walt Kelly, Hubbard non riesce sempre a mantenere i bordi delle vignette in una quadratura classica, ma quando può li trasforma in svolazzi o linee appena accennate, o addirittura senza nemmeno disegnarli.
Nel 1942, comunque, si stabilisce a Glendale, vicino a Los Angeles, dove per quasi dieci anni lavora presso lo studio diretto da Jim Davis, dove riceve un compenso di 15 dollari a tavola. Principalmente realizza storie su personaggi da noi poco noti, come lo spettro Spencer Spook, il lupo Wisby Wolf, il cagnolino Binky e molti altri personaggi per i gruppi Creston/American Comics Group. In collaborazione con Hultgern, poi, realizza il suo primo fumetto Disney, I figli di Bambi, su Four Color n. 30, del 1943.
Nel 1948 Hubbard disegna, quindi, per la National il ciclo Tito and His Burrito, in cui compare un simpatico e vivace ragazzino messicano assieme al suo asinello.

## Alla Western
Nel 1950 inizia la sua collaborazione con la Western Printing&Litographing Company, per la quale realizza albi con i personaggi della Warner Bros., della Metro Goldwyn Mayer, di Walter Lantz e vari altri. Tra i vari personaggi disegnati da Hubbard, vale la pena di ricordare Tom & Jerry, Bullo e Birillo (Big Spike & Little Tyke), Andy Panda, Silvestro e una lunga serie di storie che vedono protagonisti il topolino Dudo (Sniffles), creato da Chuck Jones, e la bambina Giannina (Mary Jane), che può diventare piccola come lui. Inoltre trasporta sui fumetti le avventure di Andy Hardy, personaggio cinematografico portato al successo dal 1937 in poi dall'attore Mickey Rooney.

## Gli albi Disney
Per gli albi Disney, l'artista statunitense dà prova del suo talento realizzando una gran quantità di storie per i più disparati personaggi, iniziando con Topolino, che disegna sul numero 279 di FC. Da allora realizza storie con Pippo, Pluto, Lupetto, Penna Bianca, il Grillo Saggio, Cip e Ciop e la famiglia dei Paperi.
Il suo tratto moderno e spigoloso, simile allo stile impresso in quegli anni (intorno al 1953) dallo Studio Disney ai lungometraggi prodotti, ne fa l'ovvia scelta per le riduzioni a fumetti dei prodotti cinematografici che escono da Burbank: disegna così storie con Peter Pan, Campanellino, la Bella Addormentata, i personaggi de La carica dei 101, Mowgli, gli Aristogatti, Lilli e il Vagabondo. Da quest'ultimo deriva la serie dedicata a Lillo, il figlio della coppia.
Nel 1963 con l'avvio di storie destinate solo al mercato estero, Hubbard si concentra sui paperi, con qualche sconfinamento in serie come The Swamp Folk, dove disegna Fratel Coniglietto o personaggi creati appositamente come Comare Orsa o la nonna di Compar Volpone. Imposta poi Mickey and the Sleuth, un ciclo di storie che vedono Topolino spalla di un imbranato Sherlock Holmes, in Italia Ser Lock, ambientata nell'Inghilterra del XIX secolo.

## Kinney e Paperoga
Nel 1965 collabora con Al Taliaferro inchiostrando le strisce quotidiane e le tavole domenicali di Donald Duck. Intanto, l'anno precedente, il 1964, aveva iniziato quella che sarebbe divenuta una proficua collaborazione con Dick Kinney e che porterà la coppia a creare Paperoga (Fethry Duck), cugino di Paperino. Lo sgangherato papero nella prima storia, Paperino e il fanatico igienista, si dimostra cieco appassionato di discipline orientali, nonché praticante di yoga. Lo si rivedrà, poi, nelle storie successive impegnarsi in folli imprese, spesso guidato dal prezioso aiuto di manuali vari, alla fine sempre interpretati in maniera creativa.
Ma Paperoga non è il solo personaggio della coppia: si deve contare anche il gatto di Paperino, Malachia, ispirato al Sergente Tibbs de La carica dei 101, che mal sopporta il cugino del padrone e le sue stravaganze, sempre ritenute pericolose: in una casa che diventa un manicomio sembra l'unico in grado di tirare fuori pensieri ragionevoli.
Altro personaggio di successo è 01 Paperbond, una parodia del famoso James Bond di Ian Fleming, che affronta, con il solito stile dinamico dei due autori, avventure rischiose e missioni pericolose, sempre zeppe di gag.